# Paul Porel
Paul Porel, pseudonimo di Désiré-Paul Parfouru (Lessay, 25 ottobre 1843 – Parigi, 4 agosto 1917), è stato un attore e direttore teatrale francese.

## Biografia

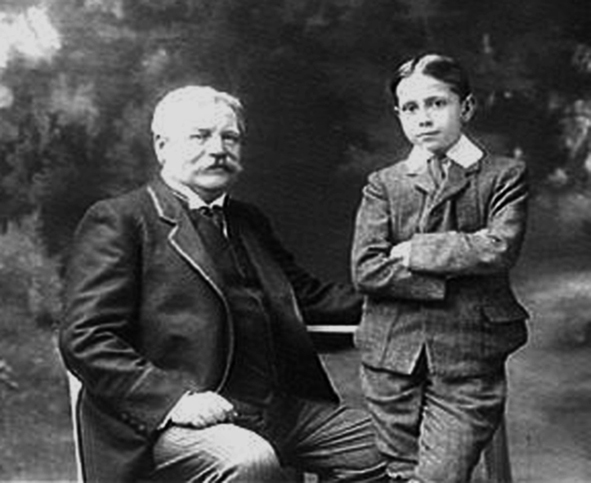
Paul Porel e suo figlio Jacques nel 1905

Dopo aver studiato al Conservatorio di Parigi dove si diplomò nel 1862, Porel iniziò a recitare soprattutto in ruoli di attore giovane e di servitore al Teatro del Ginnasio poi al Teatro dell'Odéon, dove divenne direttore nel dicembre 1884.
Il suo repertorio incluse opere di Voltaire, Molière, Jean Racine, Pierre Corneille, Goethe, Fëdor Dostoevskij e William Shakespeare.
Proseguì la sua attività di direttore teatrale, in associazione a quella artistica della celebre attrice Réjane, sua moglie dal 1893 al 1905. Dopo l'esperienza all'Odéon, si trasferì al Théâtre du Vaudeville e al Théâtre du Palais-Royal, che divennero, grazie soprattutto al suo ingegno, i più significativi teatri di boulevard della Belle Époque.